# بوآنزیماخی
بوآنزیماخی (به لاتین: Buanzimakhi) یک منطقهٔ مسکونی در روسیه است که در شهرستان لواشینسکی واقع شده‌است.